# Ixa
Ixa is een geslacht van kreeftachtigen uit de klasse van de Malacostraca (hogere kreeftachtigen).

## Soorten
- Ixa acuta Tyndale-Biscoe & George, 1962
- Ixa cylindrus (Fabricius, 1777)
- Ixa edwardsii Lucas, 1858
- Ixa holthuisi Tirmizi, 1970
- Ixa inermis Leach, 1817
- Ixa investigatoris Chopra, 1933
- Ixa monodi Holthuis & Gottlieb, 1956
- Ixa profundus Zarenkov, 1994
- Ixa pulcherrima (Haswell, 1879)